# Ray Chen
Ray Chen, (Tajpej, 1989. március 6. –) tajvani származású ausztrál hegedűművész.

## Élete, munkássága
Chen 1989-ben Tajpejben született. Már korán kitűnt érdeklődése a zene és a hegedű iránt. Apró gyerekként játékgitárját hegedűként használta, az álla alatt tartotta és egy pálcát húzogatott rajta. Szülei ezért vettek neki egy hegedűt. A szülők nem zenészek, orvosnak vagy ügyvédnek szánták a gyereket, de segítették zenei tanulmányait. A család 1993-ban Ausztráliába költözött. A fiú Queenslandben öt éven belül elvégezte a Suzuki Music Education (Suzuki módszer) tíz szintjét. Nyolcéves korában debütált szólóhegedűsként a Queenslandi Filharmonikus Zenekarral. Még nem volt kilencéves, amikor fellépett az 1998-as naganói téli olimpia megnyitó ünnepségén. 2002-ben első díjat nyert az Ausztrál Nemzeti Ifjúsági Koncertversenyen, 2005-ben pedig az ausztráliai Országos Kendall Hegedűversenyen. Goetz Richter professzor, a Sydney-i Konzervatórium zenekarának vezetője már ekkor az egyik legtehetségesebb és legeredményesebb fiatal hegedűsnek nevezte Ausztráliában. 15 éves korában felvették a philadelphiai Curtis Zenei Intézetbe, ahol a Young Concert Artists támogatásával Aaron Rosandnál tanult. 2006 és 2007 nyarán az Encore vonósiskolába is járt, ahol David Cerone vezetésével tanult a Clevelandi Zenei Intézetben. 2008-ban az Aspen Music Festival and School keretében is tanult, itt Lin Cso-liang (Juilliard School) és Paul Kantor (Clevelandi Music Institut) volt a tanára. 2008-ban első díjat nyert a Yehudi Menuhin Hegedűversenyen Cardiffban, és felkeltette a zsűriben részt vevő Maxim Vengerov figyelmét. „Ray bebizonyította, hogy egy nagyon tiszta zenész, remek tulajdonságokkal, mint például a gyönyörű fiatalos hang, vitalitás és könnyedség. Minden képessége megvan arra, hogy a zene igazi tolmácsa legyen” – mondta róla. Ezt követően ugyanebben az évben, az oroszországi debütálása alkalmából eljátszotta Csajkovszkij Hegedűversenyét Szentpéterváron, a Mariinszkij Színház Zenekarával, valamint fellépett a Nemzetközi Rosztropovics Fesztiválon a Bakui Állami Szimfonikus Zenekarral, Vengerov vezényletével. 2009-ben újabb nívós versenyt nyert, az Erzsébet Királynő Zenei Versenyt.
2010-ben lemezfelvételi szerződést kötött a Sony Classicallal, és a kiadónál az első albuma Virtuoso címmel jelent meg, Giuseppe Tartini, Johann Sebastian Bach, Henryk Wieniawski és César Franck műveit játszotta Noreen Polera zongorakíséretével. A felvétel megkapta az Echo Klassik-díjat. Debütáló lemeze azonban nem ez volt, egy évvel korábban a Melba Recordings már megjelentetett vele egy Stravinsky-lemezt. Ettől kezdve sorra érkeztek számára a meghívások Európából, Ázsiából és az Egyesült Államokból, és hangversenyein elnyerte a rajongók és zenésztársak csodálatát. 2012 elején debütált Kanadában: a Montréali Szimfonikus Zenekarral Sibelius Hegedűversenyét adta elő. Ugyancsak 2012-ben meghívták a Nobel-díjasok számára rendezett ünnepi hangversenyre, ahol a Stockholmi Királyi Filharmonikus Zenekarral Max Bruch g-moll hegedűversenyét játszotta. Ő volt a díjátadókon valaha is közreműködő legfiatalabb művész. A 2015-ös Bastille-napon egy televíziós koncertet adott a párizsi Champs-de-Mars-on, ahol az Orchester National de France-t Daniele Gatti vezényelte. 2017-ben a Decca lemezkiadóval kötött szerződést, és itteni első lemeze a The Golden Age volt, amelynek témája – mint a cím sugallja – a hegedűjáték klasszikus kora, az 1900-as évek eleje. A felvételen népszerű dallamok mellett Bruch 1. hgedűversenyét játszotta.
Már eddigi pályafutása során is számos kiváló zenekarral lépett fel, többek között a Londoni Filharmonikus Zenekarral, a Washingtoni Nemzeti Szimfonikus Zenekarral, a lipcsei Gewandhausorchesterrel, a Müncheni Filharmonikusokkal, a milánói Filarmonica della Scala együttesével, a római Accademia Nazionale di Santa Cecilia zenekarával, a Los Angeles-i Filharmonikusokkal, a stuttgarti SWR Symphonieorchesterrel, a San Franciscói Szimfonikus Zenekarral, a Pittsburgh Symphony-val, a Berlini Rádió Szimfonikus Zenekarával és a Bajor Rádió Kamarazenekarával. Olyan karmesterekkel dolgozott együtt, mint Riccardo Chailly, Vladimir Jurowski, Sakari Oramo, Manfred Honeck, Daniele Gatti, Kirill Petrenko, Krystof Urbanski, Juraj Valcuha és még sokan mások.
Chen a fiatal zenészgeneráció legtehetségesebb képviselői közé tartozik. Művészetét úttörő módon kiegészíti azzal, hogy felhasznál minden elérhető közösségi médiát, amivel a klasszikus zene közönségét tudja bővíteni, különösen a fiatal generációból. Szerepel egy különleges, humoros online tévésorozatban (Mozart a dzsungelben) abban a reményben, hogy ez is hatékony eszköz a klasszikus zene népszerűsítésében. Törekvései közé tartozik, hogy lebontsa a klasszikus zene, a divat és a popkultúra közötti akadályokat, ebben Giorgio Armani is támogatja, és szerepelt a Vogue magazinban is. A Forbes magazin a 30 legbefolyásosabb 30 év alatti ázsiaiak listáján szerepeltette.
Ray Chen a pályafutása során már eddig is több kiváló mesterhegedűn játszott. 2009-től – a Nippon Music Foundation jóvoltából – egy 1721-es „Macmillan” Stradivarius volt a hangszere, majd amikor a kölcsön 2012-ben lejárt, a „New Newland” Stradivariust választotta. 2019-ig az 1715-ös „Joachim” Stradivarius hegedűn játszott, amit szintén a Nippon Music Foundation kölcsönzött számára. Ez a hangszer a 20. század elejéig Joachim József tulajdonában volt. 2019-től ugyanettől az alapítványtól az 1735-ben készült „Samazeuilh”  Stradivariust kapta meg. A hangszer korábban Mischa Elman tulajdonában volt.

## Felvételei
Az AllMusik listája alapján.
| Megjelenés | Tartalom                                                                        | Közreműködők                                                                     | Kiadó               |
| ---------- | ------------------------------------------------------------------------------- | -------------------------------------------------------------------------------- | ------------------- |
| 2010       | Stravinsky: Diversions – Music for Violin & Piano                               | Timothy Young                                                                    | Melba Recordings    |
| 2011       | Virtuoso (Bach, Franck, Tartini, Wieniawski                                     | Noreen Polera                                                                    | Sony Classical      |
| 2012       | Csajkovszkij, Mendelssohn: Violin Concertos                                     | Swedish Radio Symphony Orchestra, Daniel Harding                                 | Sony Classical      |
| 2014       | Mozart: Violin Concertos, K. 216 & 218; Violin Sonata, K. 305                   | Schleswig-Holstein Musik Festival Orchestra, Christoph Eschenbach                | Sony Classical      |
| 2016       | Ravel: Complete Orchestral Works                                                | Vang Jü-csia, Zürcher Sing-Akademie, Zurich Tonhalle Orchestra, Lionel Bringuier | Deutsche Grammophon |
| 2018       | The Golden Age (Stephan Koncz-Satie, Kreisler, Bruch, Debussy, Gershwin, Scott) | Julien Quentin, Made in Berlin                                                   | Decca               |
| 2019       | The Song of Names [Original Motion Picture Soundtrack]                          | Howard Shore                                                                     | Decca               |